# Arenaeus
Arenaeus is een geslacht van kreeftachtigen uit de klasse van de Malacostraca (hogere kreeftachtigen).

## Soorten
- Arenaeus cribrarius (Lamarck, 1818)
- Arenaeus mexicanus (Gerstaecker, 1856)